# Paddy Milner

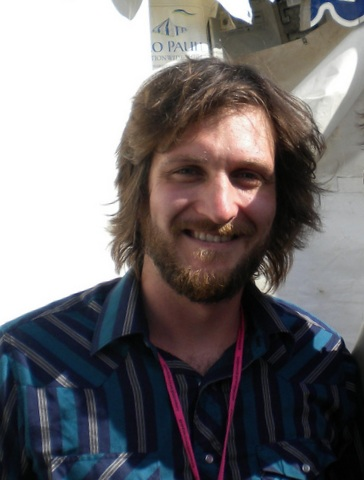
Paddy Milner (2011)

Paddy Milner (* 20. August 1980 in Edinburgh, Vereinigtes Königreich) ist ein britischer Jazz- und Bluespianist.

## Leben und Wirken
Paddy Milner wurde 1980 in Edinburgh (Schottland) geboren und verbrachte seine Jugend in schottischen Dorset.
Er wurde schon in seiner frühen Kindheit von seinem Vater, der in einer Band bevorzugt Blues-, Folk und Rock spielte, beeinflusst. Er wuchs mit der Musik von Jerry Lee Lewis und Otis Span auf und verbrachte die meiste Zeit am Klavier. Er übte sich in Blues, Boogie-Woogie und Jazz. Mit 13 Jahren trat er regelmäßig in lokalen R&B-Bands auf. Schon während seiner Schulzeit ging er auf Tourneen in ganz Europa und spielte mit britischen und amerikanischen Künstlern.
2000 wurde sein erstes Album „21st Century Boogie“ veröffentlicht, das 2001 im BBC-Radio in die Top-Ten-Liste stieg. Er studierte am King’s College London, das er 2003 mit erstklassigem Abschluss absolvierte. 2002 wurde er unter die Top Ten der besten englischen Keyboard-Spieler gewählt.
Sein Stil zeigt Einflüsse aus dem Blues, Jazz, Boogie-Woogie und Rock ’n’ Roll.

## Diskografie

### Alben
| Album-Information                                                                                         |
| --- |
| 21st Century Boogie - Veröffentlicht: 24. Juni 2002 - Plattenfirma: Launch Records                        |
| Walking on Eggshells - Veröffentlicht: 25. Oktober 2004 - Plattenfirma: Bronze Records                    |
| Based on a True Story - Veröffentlicht: 28. Mai 2007 - Plattenfirma: Bronze Records                       |
| Earl Thomas with Paddy Milner & the Big Sounds - Veröffentlicht: 19. November 2008 - Plattenfirma: Conton |
| The Curious Case Of Paddy Milner - Veröffentlicht: 2011 - Plattenfirma: Blues Boulevard Records           |

### Maxi-CDs
- You Think You’re So Damn Funny